# Adolphe Botte
Pour les articles homonymes, voir Botte.
Adolphe Botte, né le 29 septembre 1823 à Pavilly et mort le 3 juillet 1896 à Caudebec-lès-Elbeuf, est un pianiste, compositeur et critique musical français.

## Biographie
Adolphe Botte reçoit de son grand père, ancien élève de l'abbaye de Fécamp, ses premières leçons de musique. Il est admis au Conservatoire de Paris en 1837. Il obtient un second prix de solfège en 1838 et l'année suivante, un premier prix. Ses professeurs sont Pierre-Joseph-Guillaume Zimmerman pour le piano, Augustin Savard et Aimé Leborne pour l'harmonie, la fugue et le contrepoint. De 1842 à 1854 il s'installe à Rouen, compose, présente ses œuvres, écrit dans des journaux régionaux. De retour à Paris, il donne des leçons particulières et au couvent des Oiseaux à partir de 1864, il compose et tient des rubriques de critique musical dans des revues tels que le Messager des théâtres et des arts, où il écrit sous le pseudonyme de « A. de Pavilly », la Revue et gazette des théâtres, La Revue et Gazette musicale.

## Œuvres

### Accueil critique
Un article paru dans la Gazette musicale illustre l'accueil favorable de l'œuvre :

« Nous avons entendu dernièrement trois mélodies nouvelles de M. Adolphe Botte, critique musical de la Presse théâtrale et en même temps pianiste-compositeur, connu et aimé du public… On retrouve dans des mélodies nouvelles les qualités fortes et sérieuses qui distinguaient ses premières œuvres. Les sujets sont empruntés à Lamartine et à Théophile Gautier et le choix en est aussi heureux que l'interprétation. Dans le Vallon M. Adolphe Motte a traduit avec un talent merveilleux les douces rêveries et les saintes aspirations du chantre de Jocelyn. »

### Créations
- Grande valse composée pour le piano, Éd. C. Lenglart, Paris, lire en ligne sur Gallica.
- Le Crucifix, méditation, de Lamartine ; mise en musique et transcrite pour le piano, Paris, 1880 La Revue et gazette musicale lire en ligne sur Gallica.
- Juana, polka-mazurka pour piano, Paris, 1855, Éd. Heugel, lire en ligne sur Gallica.
- La Sagesse, méditation de Lamartine ; mise en musique et transcrite pour le piano, Paris 1879, Brandus lire en ligne sur Gallica.
- Graziella : valse brillante pour piano : op. 50, Paris, 1856, lire en ligne sur Gallica.
- Nuit d'été, pour soprano ou ténor, poésie de Victor Hugo, Paris, 1856 lire en ligne sur Gallica.